# Mackótestvér 2.
A Mackótestvér 2. (eredeti cím: Brother Bear 2) 2006-ban megjelent amerikai 2D-s számítógépes animációs film a Walt Disney Pictures-tól, amely a 2003-ban bemutatott Mackótestvér című animációs mozifilm folytatása. Az animációs játékfilm rendezője Ben Gluck, producerei Jim Ballantine és Carolyn Bates. A forgatókönyvet Rich Burns írta, a zenéjét Matthew Gerrard, Dave Metzger és Robbie Nevil szerezte. A videófilm Walt Disney Pictures és a DisneyToon Studios gyártásában készült, a Walt Disney Home Entertainment forgalmazásában jelent meg. Műfaja zenés drámai filmvígjáték.
Amerikában 2006. augusztus 29-én, Magyarországon 2006. augusztus 22-én adták ki DVD-n, és utolsó alkalommal VHS-en is.

## Cselekmény
Néhány hónappal az első film eseményei után Kenai (Patrick Dempsey) - ma már barlangi medve - boldogan él nevelőtestvérével, Kodával (Jeremy Suarez). A medvék éppen felébredtek a téli álmukból, és a szamócás tetőre indulnak a szezon első bogyóira. Sajnos Kenait kísértik gyermekkori barátja, Nita emlékei (Mandy Moore), akinek sok évvel ezelőtt egy különleges amulettet adott. Embergyermekként összebarátkozott Nitával, a szomszédos törzs idősebb tagjának lányával. A pár múltbeli barátsága ütközik a jelennel, mivel Kenainak és Nitának medveként, illetve nőként kell kirándulnia. A medvék, Kenai és Koda a Szamócás tető felé tartanak, amikor találkoznak Nitával, Kenai gyerekkori barátjával. Nita kapott egy amulettet Kenaitól, és el akarja égetni a Hokani vízesésnél, hogy férjhez mehessen Atkával (Jeff Bennett). Azonban ezt meg kell tennie Kenai-jal (akitől kapta), hogy visszaküldje a köteléket a szellemeknek. Kenai először visszautasítja, de végül beleegyezik. Nitának hiányzik Kenai, de nem mondja el neki, egy idő után újra összebarátkoznak, de Koda kezdi kihagyottnak érezni magát. Végül a kölyök boldognak látja őket, hamarosan megkérdezi, hogy hiányzik-e neki, hogy ember legyen, és gondolt-e valaha arra, hogy visszaváltozzon. Azt válaszolja, hogy gondolkodott rajta. Koda, aki mindent hallott, azt mondja Kenianak, hogy menjen vele, Kenia megpróbál beszélni vele, de Koda sérülten rohan fel egy hegyre. Kenai és Nita utána futnak, de Koda már eltűnt a szeme elől, kiált, de nem kap választ. Nita végül megtalálja Kodát egy jégbarlangban, nem hajlandó zokogva jönni vele, és követeli, hogy távozzon, de Koda kiabálása miatt a jégbarlang elkezd összeomlani, Nita megmenti, de mindketten leesnek a dombról, és egy lavinába eltemetődnek, Kenai ki ássa őket a lavina által okozott hóból.
Eljutnak a Hokani vízeséshez, és elégetik az amulettet. Nita már nem érti az állatokat, ezért elbúcsúzik. Koda megkéri anyját a szellemek földjén, hogy változtassa vissza Kenait emberré, hogy boldog lehessen. Koda elmegy a faluba, hogy visszahozza Nitát. Dörgő és Csupata (Rick Moranis és David Thomas) elmondja Kenainak hogy Koda elment Nitáért Kenai rájön hogy Koda nem mehet a faluba, mert a vadászok elfogják. Kenai odaér, és összeverekedik Atkával. Leesik egy szikláról a sekély vízbe, Nita megtalálja és gondozza, medvében elmondja Nitának, hogy szereti, és ő is ugyanezt érzi. Hirtelen megjelennek a szellemek, és Koda elmondja Kenainak, hogy megkérte a szellemeket, hogy változtassák vissza emberré. Kenai azt mondja Nitának, hogy nem teheti, mert nem akarja elhagyni Kodát, de Nita azt mondja neki, hogy megteheti. Az apja azt is megengedi neki, hogy megváltozzon, mivel azt akarja, hogy boldog legyen, A szellemek medvévé változtatják Nitát, amelynek színe megegyezik Kenai-val, és összeházasodnak. A film azzal ér véget, hogy Kenai és Nita összeházasodnak, Dörgő és Csupata pedig társat találnak, és a szellemek a fiatal Nita és Kenai képét két medvebocsokká változtatják, mivel már egyikük sem ember.